# Srpovci
Srpovci (en serbe cyrillique : Срповци) est un village de Bosnie-Herzégovine. Il est situé dans la municipalité de Prnjavor et dans la république serbe de Bosnie. Selon les premiers résultats du recensement bosnien de 2013, il compte 173 habitants.
Jusqu'en 1993, le village était connu sous le nom de Husrpovci.

## Démographie

### Évolution historique de la population dans la localité
| 1948 | 1953 | 1961 | 1971 | 1981 | 1991 | 2013 |
| ---- | ---- | ---- | ---- | ---- | ---- | ---- |
| -    | -    | 440  | 411  | 377  | 305, | 173  |

|  |